# Spoorlijn 53/1

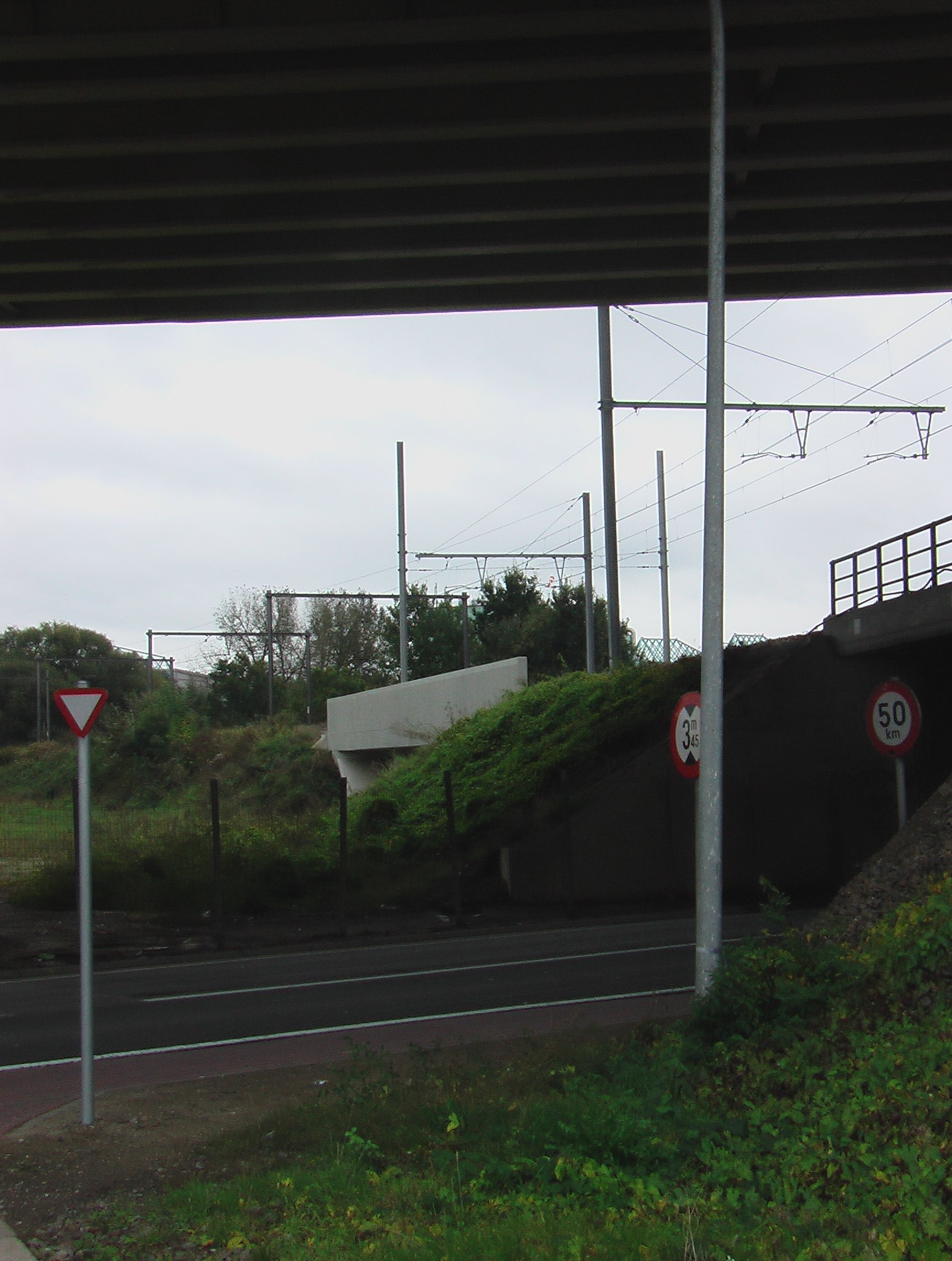
Spoorlijn 53/1

Spoorlijn 53/1 is een dubbel verbindingsspoor tussen spoorlijn 35: Hasselt - Aarschot - Leuven en spoorlijn 53: Leuven - Mechelen - Schellebelle op het grondgebied van de Belgische stad Leuven.
Het totale traject van aftakking Holsbeek op lijn 35 tot aftakking Dijlebrug op lijn 53 is 1,4 kilometer lang. In het tracé wordt de Dijle en de N19 Leuven - Aarschot - Turnhout overbrugd. De brug over de N19, de Duitse brug, bevindt zich nu onder het Viaduct van Wilsele, waar de A2/E314 naast 3 spoorlijnen ook het Kanaal Leuven - Dijle, de Dijle en de N19 met één bouwwerk overbrugt. Tijdens wegenwerken van 2019 tot 2020 wordt het tracé van de N19 tijdelijk doorgeknipt op die locatie voor de herlegging van het tracé van de N19 zodat de dwarsing van spoorlijn 53/1 gebeurt met een nieuwe brug meer oostwaarts gelegen.
De in 2006 aangelegde Bocht van Leuven (of lijn 35/2) takt zich vlak na aftakking Holsbeek af van lijn 53/1 en verbindt lijn 35 met lijn 36

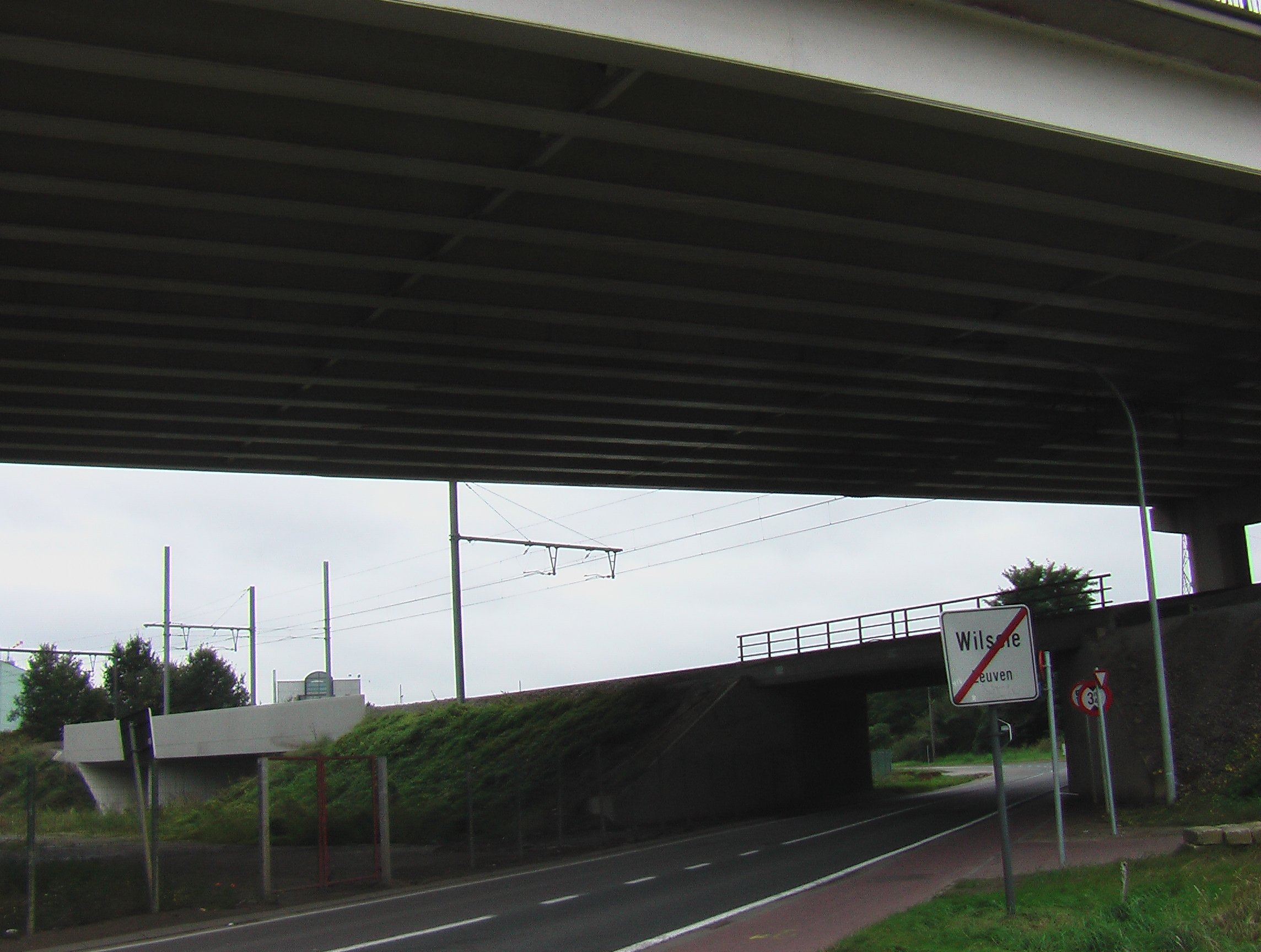
53/1 over N19 onder E314